# Letiště Girona-Costa Brava

Logo letiště

Letiště Girona-Costa Brava (španělsky: Aeropuerto de Gerona-Costa Brava, katalánsky Aeroport de Girona-Costa Brava, kód IATA: GRO, kód ICAO: LEGE) je mezinárodní letiště, které leží v katastru malé obce Vilobí d'Onyar, asi 13 km jižně od města Girony a 74 km od Barcelony. Dosud největší počet cestujících letiště přepravilo v roce 2008 (přes 5,5 miliónu), kdy se uskutečnilo 49 927 vzletů a přistání. Od tohoto roku ale počet cestujících začal zase klesat a v roce 2019 letiště přepravilo jen přibližně 1,9 miliónu cestujících (podrobnější statistiky viz Tabulka 1). 

## Historie a současnost
V roce 1965 byla vybudována zpevněná dráha o rozměrech 2200 × 45 metrů a parkoviště pro 9 letadel. Později byla postavena kontrolní věž, osvětlení a terminál pro cestující o rozloze 2600 m². Zpevněny byly i pojezdové dráhy. V únoru 1966 byla o 200 metrů prodloužena ranvej a rozšířen systém pojezdových drah. Po otevření nového nákladového hangáru se letiště začalo stávat známějším.
V roce 1969 bylo zvětšeno parkoviště a pojezdové dráhy. V důsledku nárůstu dopravy byl otevřen nový terminál, rozšířen starý a upraveno vybavení na ranveji. V roce 1975 bylo letiště uzavřeno z důvodů rekonstrukce, která měla umožnit přistání i velkých letadel. Rovněž bylo rozšířeny stojánky letadel a byly postaveny budovy pro hasičskou a záchrannou službu. Po roce 1970 zažilo letiště rozvoj především díky zavedení letních charterových letů. V roce 1978 ale byly některé pravidelné lety přesměrovávány do Barcelony. 
Po příchodu nízkonákladových leteckých společností v roce 2003 (především Ryanair, který zde zřídil jednu ze svých základen) se letiště velmi rychle rozvíjelo až do roku 2008, kdy Ryanair začal přesouvat většinu svých aktivit na mnohem větší letiště Barcelona-El Prat (druhé největší ve Španělsku), které je odsud vzdáleno asi 85 kilometrů.

## Statistiky letiště
Od roku 2003 (kdy na letiště přišla společnost Ryanair a začala letiště marketingově propagovat jako Barcelona-Girona) každoročně počet cestujících vzrůstal (první dva roky meziročně dokonce o více než 100 procent) až do vrcholu v roce 2008 (celkový nárůst oproti roku 2002 skoro desetinásobný), ale od roku 2009 počet cestujících opět setrvale klesá v důsledku změny obchodní politiky Ryanair. V roce 2019 počet cestujících klesl pod 2 milióny a v letech 2020–2021 se zde důsledky pandemie covidu-19 projevily naprosto mimořádně. Obrovský propad počtu cestujících v těchto letech zaznamenala prakticky všechna letiště, ale letišti Girona v roce 2020 přepravilo méně než 9 procent cestujících oproti předchozímu roku! 
| Rok  | Počet cestujících | Bazický index (2000=100) | Změna [%] |
| ---- | ----------------- | ------------------------ | --------- |
| 1997 | 533 445           | 82                       | x         |
| 1998 | 610 607           | 94                       | ▲ 14,5    |
| 1999 | 631 235           | 97                       | ▲ 3,4     |
| 2000 | 651 402           | 100                      | ▲ 3,2     |
| 2001 | 622 410           | 96                       | ▼ −4,5    |
| 2002 | 557 187           | 86                       | ▼ −10,5   |
| 2003 | 1 448 796         | 222                      | ▲ 160,0   |
| 2004 | 2 962 988         | 455                      | ▲ 104,5   |
| 2005 | 3 533 564         | 542                      | ▲ 19,3    |
| 2006 | 3 614 254         | 555                      | ▲ 2,3     |
| 2007 | 4 848 604         | 744                      | ▲ 34,2    |
| 2008 | 5 510 970         | 846                      | ▲ 13,7    |
| 2009 | 5 286 970         | 812                      | ▼ −4,1    |
| 2010 | 4 863 954         | 747                      | ▼ −8,0    |
| 2011 | 3 007 977         | 462                      | ▼ −38,2   |
| 2012 | 2 844 571         | 437                      | ▼ −5,4    |
| 2013 | 2 736 867         | 420                      | ▼ −3,8    |
| 2014 | 2 160 745         | 332                      | ▼ −21,1   |
| 2015 | 1 775 326         | 273                      | ▼ −17,8   |
| 2016 | 1 664 856         | 256                      | ▼ −6,2    |
| 2017 | 1 946 694         | 299                      | ▲ 16,9    |
| 2018 | 2 019 876         | 310                      | ▲ 3,8     |
| 2019 | 1 932 255         | 297                      | ▼ −4,3    |
| 2020 | 172 213           | 26                       | ▼ −91,1   |
| 2021 | 312 897           | 48                       | ▲ 81,7    |

## Fotogalerie

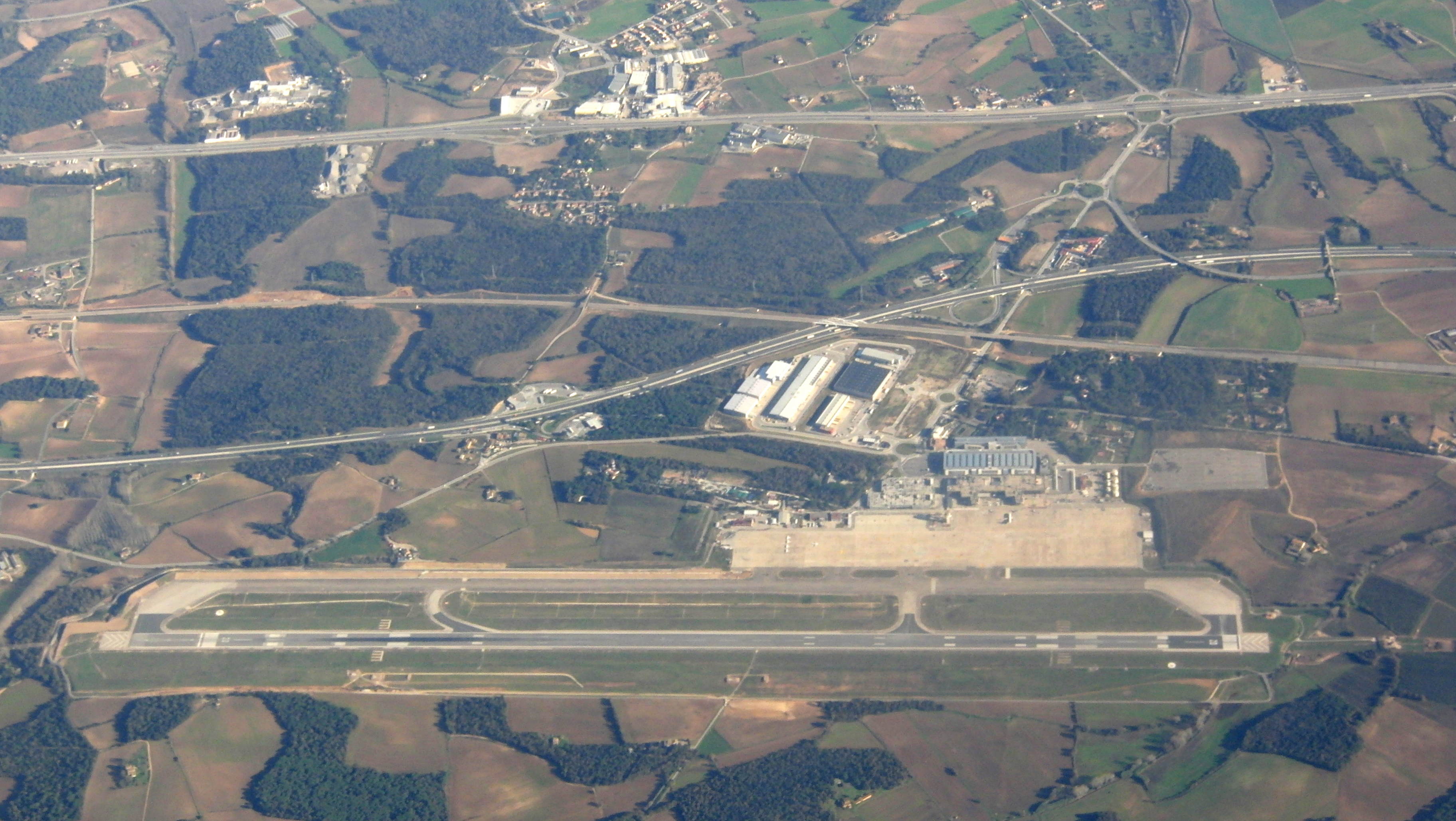
Letecký pohled
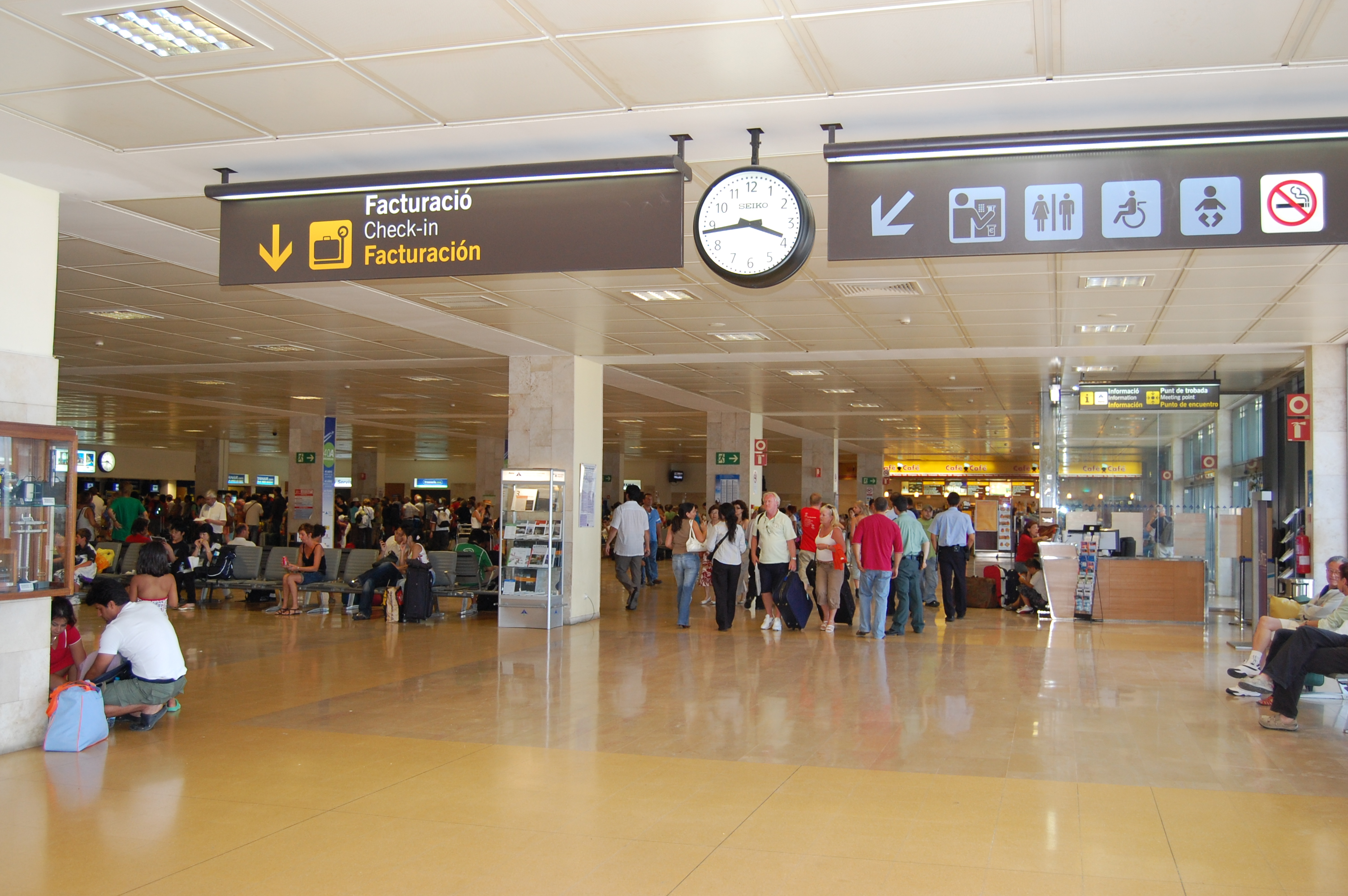
Interiér mezinárodního terminálu
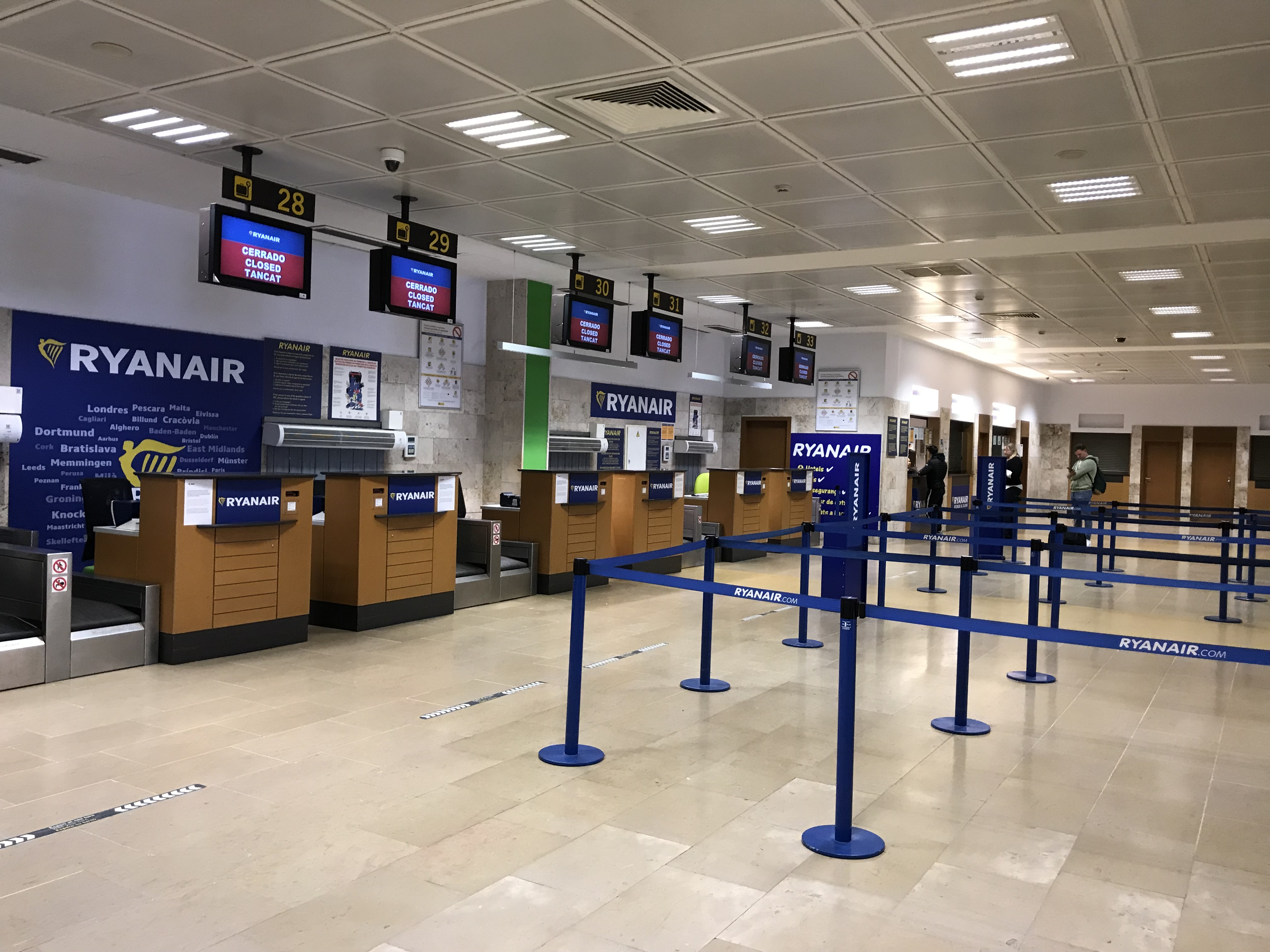
Odbavovací přepážky
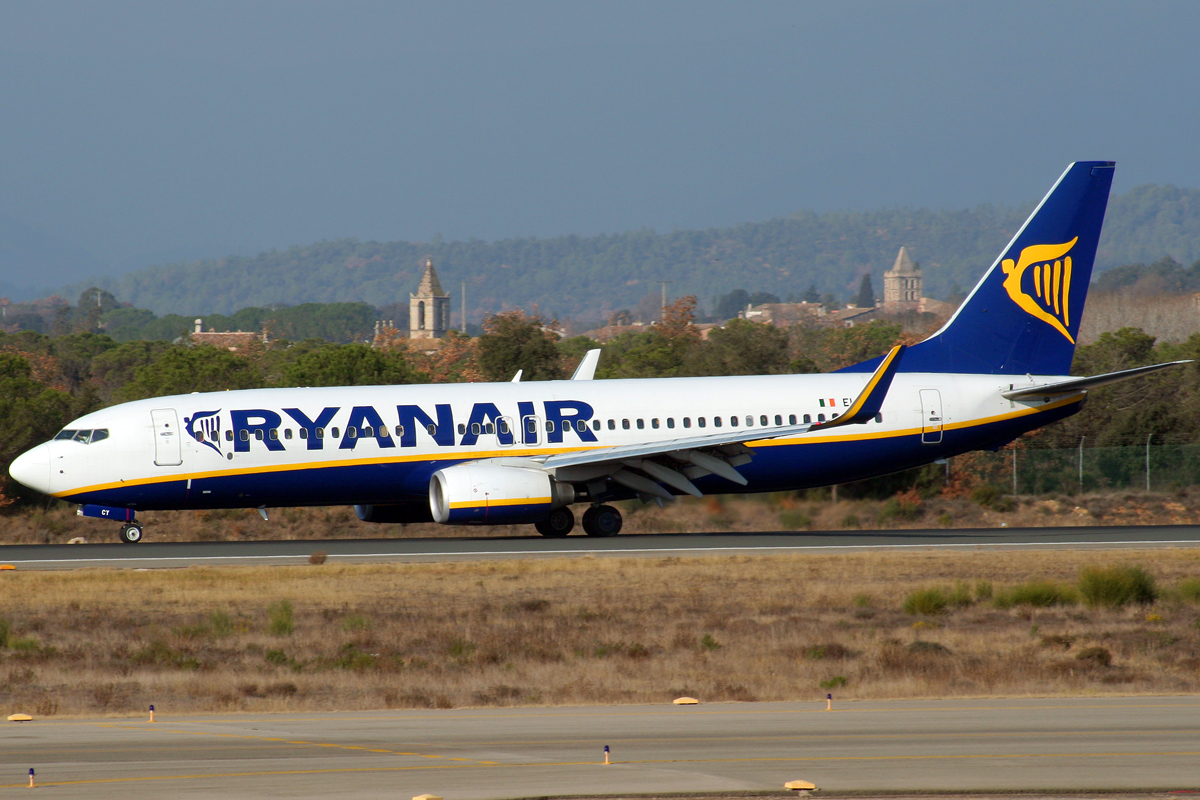
Boeing 737 v barvách společnosti Rynair